# 龙格-库塔法
数值分析中，龙格-库塔法（英文：Runge-Kutta methods）是用于非线性常微分方程的解的重要的一类隐式或显式迭代法。这些技术由数学家卡尔·龙格和马丁·威尔海姆·库塔于1900年左右发明。

## 四阶龙格-库塔法
在各種龙格－库塔法當中有一個方法十分常用，以至于经常被称为“RK4”或者就是“龙格－库塔法”。该方法主要是在已知方程导数和初始值时，利用计算机的仿真应用，省去求解微分方程的复杂过程。
令初值问题表述如下。
{\displaystyle y'=f(t,y),\quad y(t_{0})=y_{0}}
则，对于该问题的RK4由如下方程给出：
{\displaystyle y_{n+1}=y_{n}+{h \over 6}(k_{1}+2k_{2}+2k_{3}+k_{4})}
其中
{\displaystyle k_{1}=f\left(t_{n},y_{n}\right)}
{\displaystyle k_{2}=f\left(t_{n}+{h \over 2},y_{n}+{h \over 2}k_{1}\right)}
{\displaystyle k_{3}=f\left(t_{n}+{h \over 2},y_{n}+{h \over 2}k_{2}\right)}
{\displaystyle k_{4}=f\left(t_{n}+h,y_{n}+hk_{3}\right)}
这样，下一个值（yn+1）由现在的值（yn）加上时间间隔（h）和一个估算的斜率的乘积所决定。该斜率是以下斜率的加权平均：
- k1是时间段开始时的斜率；
- k2是时间段中点的斜率，通过欧拉法采用斜率k1来决定y在点tn + h/2的值；
- k3也是中点的斜率，但是这次采用斜率k2决定y值；
- k4是时间段终点的斜率，其y值用k3决定。

当四个斜率取平均时，中点的斜率有更大的权值：
{\displaystyle {\mbox{slope}}={\frac {k_{1}+2k_{2}+2k_{3}+k_{4}}{6}}.}
RK4法是四阶方法，也就是说每步的误差是h5阶，而总积累误差为h4阶。
注意上述公式对于标量或者向量函数（y可以是向量）都适用。

## 显式龙格-库塔法
显式龙格-库塔法是上述RK4法的一个推广。它由下式给出
{\displaystyle y_{n+1}=y_{n}+h\sum _{i=1}^{s}b_{i}k_{i},}
其中
{\displaystyle k_{1}=f(t_{n},y_{n}),\,}
{\displaystyle k_{2}=f(t_{n}+c_{2}h,y_{n}+a_{21}hk_{1}),\,}
{\displaystyle k_{3}=f(t_{n}+c_{3}h,y_{n}+a_{31}hk_{1}+a_{32}hk_{2}),\,}
{\displaystyle \vdots }
{\displaystyle k_{s}=f(t_{n}+c_{s}h,y_{n}+a_{s1}hk_{1}+a_{s2}hk_{2}+\cdots +a_{s,s-1}hk_{s-1}).}
（注意：上述方程在不同著述中有不同但等价的定义）。
要给定一个特定的方法，必须提供整数s（级数），以及系数 aij（对于1 ≤ j < i ≤ s）, bi（对于i = 1, 2, ..., s）和ci（对于i = 2, 3, ..., s）。这些数据通常排列在一个助记工具中，称为Butcher tableau（得名自約翰·C·布徹）：
|  | 0                       |                         |                        |                         |                           |                       |
|  | {\displaystyle c_{2}}   | {\displaystyle a_{21}}  |                        |                         |                           |                       |
|  | {\displaystyle c_{3}}   | {\displaystyle a_{31}}  | {\displaystyle a_{32}} |                         |                           |                       |
|  | {\displaystyle \vdots } | {\displaystyle \vdots } |                        | {\displaystyle \ddots } |                           |                       |
|  | {\displaystyle c_{s}}   | {\displaystyle a_{s1}}  | {\displaystyle a_{s2}} | {\displaystyle \cdots } | {\displaystyle a_{s,s-1}} |                       |
|  |                         | {\displaystyle b_{1}}   | {\displaystyle b_{2}}  | {\displaystyle \cdots } | {\displaystyle b_{s-1}}   | {\displaystyle b_{s}} |

龙格－库塔法是自洽的，如果
{\displaystyle \sum _{j=1}^{i-1}a_{ij}=c_{i}\ \mathrm {for} \ i=2,\ldots ,s.}
如果要求方法的精度為p階，即截斷誤差為O(hp+1)的，则还有相应的条件。这些可以从截斷誤差本身的定义中导出。例如，一个2级2阶方法要求b1 + b2 = 1, b2c2 = 1/2, 以及b2a21 = 1/2。

### 例子
RK4法处于这个框架之内。其表为：
|  | 0   |     |     |     |     |
|  | 1/2 | 1/2 |     |     |     |
|  | 1/2 | 0   | 1/2 |     |     |
|  | 1   | 0   | 0   | 1   |     |
|  |     | 1/6 | 1/3 | 1/3 | 1/6 |

然而，最简单的龙格－库塔法是（更早发现的）欧拉方法，其公式為{\displaystyle y_{n+1}=y_{n}+hf(t_{n},y_{n})}。这是唯一自洽的一级显式龙格－库塔法。相应的表为：
|  | 0 |   |
|  |   | 1 |

## 隐式龙格-库塔法
以上提及的显式龙格－库塔法一般来讲不适用于求解刚性方程。这是因为显式龙格－库塔法的稳定区域被局限在一个特定的区域里。显式龙格－库塔法的这种缺陷使得人们开始研究隐式龙格－库塔法，一般而言，隐式龙格－库塔法具有以下形式：
{\displaystyle y_{n+1}=y_{n}+h\sum _{i=1}^{s}b_{i}k_{i},}
其中
{\displaystyle k_{i}=f\left(t_{n}+c_{i}h,y_{n}+h\sum _{j=1}^{s}a_{ij}k_{j}\right),\quad i=1,\ldots ,s.}
在显式龙格－库塔法的框架里，定义参数{\displaystyle a_{ij}}的矩阵是一个下三角矩阵，而隐式龙格－库塔法并没有这个性质，这是两个方法最直观的区别：
{\displaystyle {\begin{array}{c|cccc}c_{1}&a_{11}&a_{12}&\dots &a_{1s}\\c_{2}&a_{21}&a_{22}&\dots &a_{2s}\\\vdots &\vdots &\vdots &\ddots &\vdots \\c_{s}&a_{s1}&a_{s2}&\dots &a_{ss}\\\hline &b_{1}&b_{2}&\dots &b_{s}\\\end{array}}={\begin{array}{c|c}\mathbf {c} &A\\\hline &\mathbf {b^{T}} \\\end{array}}}
需要注意的是，与显式龙格－库塔法不同，隐式龙格－库塔法在每一步的计算里需要求解一个线性方程組，这相应的增加了计算的成本。